# Hiroyasu Shimizu
Pour les articles homonymes, voir Shimizu.
 (juillet 2025).
Si vous disposez d'ouvrages ou d'articles de référence ou si vous connaissez des sites web de qualité traitant du thème abordé ici, merci de compléter l'article en donnant les références utiles à sa vérifiabilité et en les liant à la section « Notes et références ».
Hiroyasu Shimizu (清水 宏保, Shimizu Hiroyasu), né le 27 février 1974 à Obihiro, est un patineur de vitesse japonais. Au cours de sa carrière, il a notamment remporté trois médailles olympiques dont une en or sur le 500 mètres et une en bronze sur le 1 000 mètres lors des Jeux olympiques d'hiver de 1998 puis une en argent sur le 500 mètres lors des Jeux olympiques d'hiver de 2002. Il a également remporté cinq fois le titre de champion du monde du 500 mètres en 1996, 1998, 1999, 2000 et 2001 (ajoutés à trois médailles d'argent dont deux sur le 500 mètres en 2003 et 2005 et sur le 1 000 mètres en 1999, ainsi que deux médailles de bronze sur le 500 mètres en 1997 et le 1 000 mètres en 1998). Il a par ailleurs remporté deux fois la coupe du monde sur la distance du 500 mètres en 1995, 1997 et 2001.

## Palmarès
| Année | Jeux olympiques      | Championnats du monde simple distance | Championnats du monde de sprint | Coupe du monde        |
| ----- | -------------------- | ------------------------------------- | ------------------------------- | --------------------- |
| 1993  |                      |                                       | Bronze                          |                       |
| 1994  | 5e 500 m 19e 1 000 m |                                       | 4e                              |                       |
| 1995  |                      |                                       | Argent                          | 500 m                 |
| 1996  |                      | 500 m                                 | Argent                          | 5e 500 m              |
| 1997  |                      | 500 m                                 | 4e                              | 500 m                 |
| 1998  | 500 m 1 000 m        | 500 m 1 000 m                         | 4e                              | 500 m                 |
| 1999  |                      | 500 m 1 000 m                         | Bronze                          |                       |
| 2000  |                      | 500 m 7e 1 000 m                      | Bronze                          | 500 m 5e 1 000 m      |
| 2001  |                      | 500 m                                 | Argent                          | 500 m                 |
| 2002  | 500 m                |                                       | 9e                              |                       |
| 2003  |                      | 500 m 6e 1 000 m                      | 5e                              | 6e 500 m              |
| 2004  |                      | 9e 500 m                              | 7e                              | 4e 1 000 m 500 m      |
| 2005  |                      | 500 m                                 | 10e                             | 5e 500 m              |
| 2006  | 18e 500 m            |                                       | 29e                             |                       |
| 2007  |                      |                                       |                                 | 20e 1 000 m 20e 500 m |